# Batrachoides gilberti
Batrachoides gilberti is een straalvinnige vissensoort uit de familie van kikvorsvissen (Batrachoididae). De wetenschappelijke naam van de soort is voor het eerst geldig gepubliceerd in 1928 door Meek & Hildebrand.